# Avisauridae
Avisauridae — родина птахів підкласу Enantiornithes. Існували протягом крейди на території Південної і Північної Америки. Перші скам'янілості описані були як невеликі динозаври. У 1992 році родина була віднесена до птахів підкласу Enantiornithes.

## Роди
- Avisaurus
- Bauxitornis[1]
- Concornis
- Cuspirostrisornis
- Enantiophoenix
- Halimornis
- Intiornis[2]
- Mirarce
- Mystiornis
- Neuquenornis
- Soroavisaurus